# فرانتز ماتيو
فرانتز ماتيو (بالفرنسية: Frantz Mathieu)‏ (23 ديسمبر 1952 بآكل دو نورد في هايتي - ) هو لاعب كرة قدم هايتي في مركز الدفاع. شارك مع منتخب هايتي لكرة القدم. أما مع النوادي، فقد لعب مع نادي سانت باولي ومونتريال مانيك ‏ وتامبا باي راوديز وبالتيمور بلاست ‏ وشيكاغو ستينغ.

## وصلات خارجية
- فرانتز ماتيو على موقع الاتحاد الدولي (مؤرشف)  (الإنجليزية)
- فرانتز ماتيو على موقع قاعدة بيانات كرة القدم.إي يو (الإنجليزية)
- فرانتز ماتيو على موقع بيانات كرة القدم. دي إي (الألمانية)
- فرانتز ماتيو على موقع ناشيونال فوتبول تيمز (الإنجليزية)